# Lasioderma
Lasioderma is een geslacht van kevers uit de familie van de klopkevers (Anobiidae).

## Soorten
- Lasioderma aterrimum Roubal, 1916
- Lasioderma atrorubrum Toskina, 1999
- Lasioderma atrum Toskina, 1999
- Lasioderma baudii Schilsky, 1899
- Lasioderma bubalus Fairmaire, 1860
- Lasioderma corsicum Schilsky, 1899
- Lasioderma desectum Wollaston, 1861
- Lasioderma excavatum Wollaston, 1861
- Lasioderma falli Pic, 1905
- Lasioderma flavicollis Wollaston, 1865
- Lasioderma fuscum Rey, 1892
- Lasioderma haemorrhoidale Illiger, 1807
- Lasioderma hemiptychoides Fall, 1905
- Lasioderma kiesenwetteri Schilsky, 1899
- Lasioderma laeve Illiger, 1807
- Lasioderma latitans Wollaston, 1861
- Lasioderma melanocephalum Schilsky, 1899
- Lasioderma micans Mannerheim in Hummel, 1829
- Lasioderma minutum Lindberg, 1950
- Lasioderma mulsanti Schilsky, 1899
- Lasioderma multipunctatum Toskina, 1999
- Lasioderma obscurum Solsky, 1868
- Lasioderma punctulatum Reitter, 1884
- Lasioderma redtenbacheri Bach, 1852
- Lasioderma semirufulum Reitter, 1897
- Lasioderma semirufum Fall, 1905
- Lasioderma serricorne Fabricius, 1792 (Tabakskever)
- Lasioderma striola Rey, 1892
- Lasioderma thoracicum Morawitz, 1861
- Lasioderma torquatum Chevrolat, 1859
- Lasioderma triste Roubal, 1919
- Lasioderma turkestanicum Reitter, 1901